# 基希罗特
基希罗特是德国巴伐利亚州的一个市镇。总面积42.81平方公里，总人口3758人，其中男性1872人，女性1886人（2011年12月31日），人口密度88人/平方公里。